# Францішек Бжуховський
Францішек Бжуховський гербу Помян (пол. Franciszek Brzuchowski; пом. 1715) — польський шляхтич, військовик, сенатор Республіки Обох Націй (Речі Посполитої).

## Життєпис
Батько — Ян Бжуховський — дідич Яснища та Кутища у Львівській землі.
1664 року провів із братом Станіславом поділ спадку батька, за яким отримав Куропатники та Шоломків (поблизу Бережан), які трималися заставою в їхніх власника — магната Миколая Єроніма Сенявського з Гранова. 1688 року був луковським ловчим, 1693 року — жидачівським підчашим, хорунжим панцерним знаку короля. 1693 року король надав йому село Словіта (Львівська земля). 1699 року королевичі Собеські записали йому — хорунжому та поручнику панцерному — 18000 злотих, забезпечених майном Республіки Обох Націй (Речі Посполитої), у тому числі через утрату рідних братів під час воєн. 1700 року був полковником під час війни з Османською імперією. 1703 року на чолі корогви гусарів брав участь у війні проти шведів. Любачівський каштелян з 1709 року.
Помер раптово під час літньої кампанії 1715 року.

### Сім'я
Дружина — Ельжбета Вікторія Сулковська, діти:
- Анна,
- Юзеф Антоній — овруцький староста, великий коронний стражник, полковник Його Королівської Милости,
- Марцін Домінік — мєжвіцький староста, польний коронний стражник.